# Jan Thaddäus

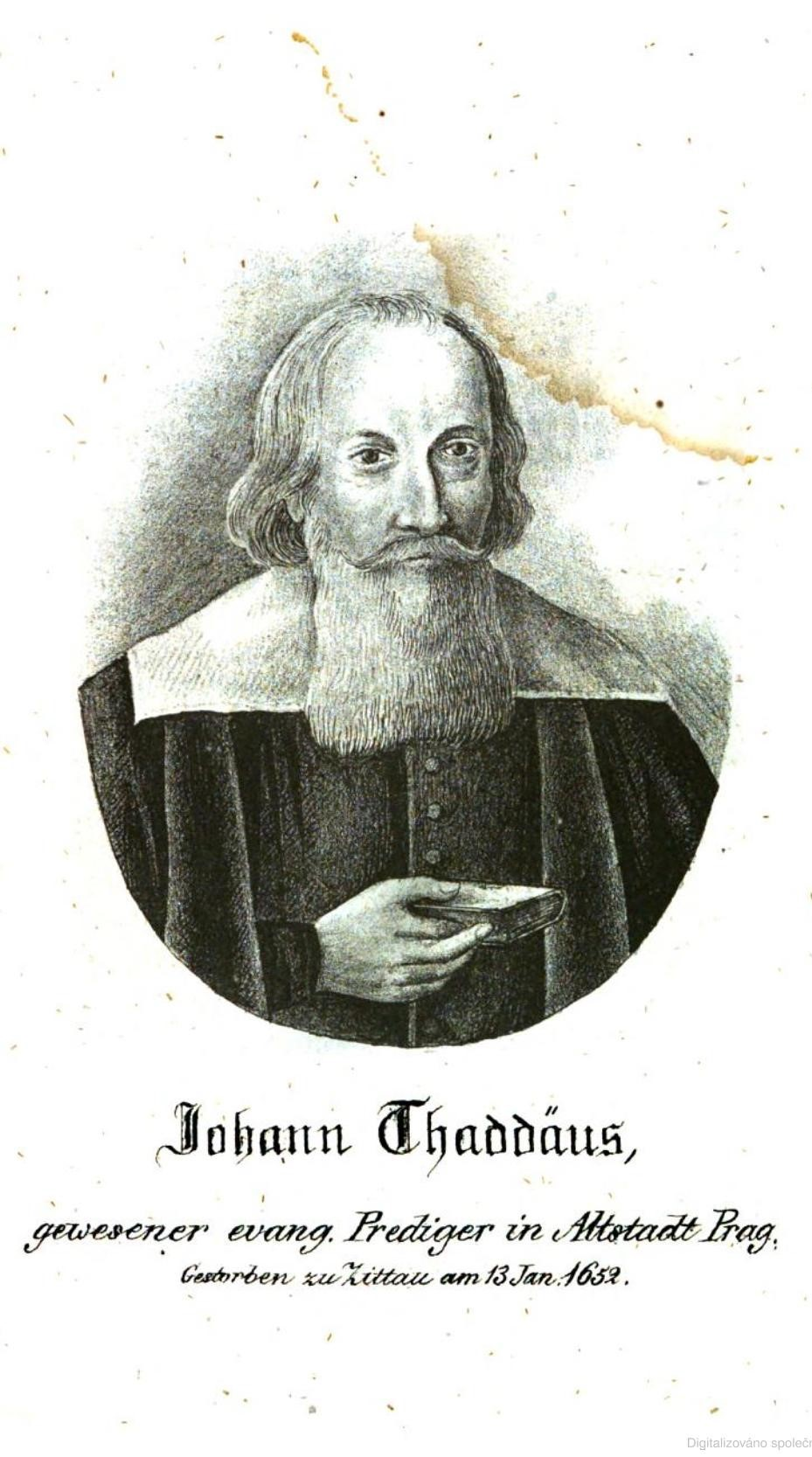
Johann Thaddäus

Johann Thaddäus, tschechisch Jan Thadeus Meziříčský, genannt Meziříčský (* vor 1589; † 13. Januar 1652 in Zittau) war ein böhmischer evangelischer Prediger, Schriftsteller und Humanist.

## Leben
Der Geburtsort von Johann Thaddäus ist unbekannt. Er wurde Meziříčí genannt, was sich auf den Geburtsort in Meziříčí in Mähren beziehen sollte, aber es gibt keine Aufzeichnungen darüber, ob es Velké Meziříčí oder eine andere Stadt war. Anschließend studierte Thadeus in Prostějov, in Prag und dann an der Universität Wittenberg. Er wurde am 24. Mai 1589 zusammen mit Jan Theodor Sixt von Ottersdorf und anderen Persönlichkeiten des böhmischen Humanismus an der Universität Wittenberg immatrikuliert. Sein Studium an der Universität Wittenberg beendete er aus finanziellen Gründen nicht und entschied sich für den kirchlichen Weg. Er schrieb viele Bücher und Schriften, auch in Latein. Zu seinen Texten gehören unter anderem Erklärungen zum Familienstand einiger Artikel, wie Herkunft, Ursachen, Segen und Kreuz.
Am 28. März 1591 wurde er in der Neuutraquistischen Kirche zum Priester geweiht. 1593 wurde er Kaplan in Kutná Hora und dann an verschiedenen Orten, so in der Prager Altstadt, in Turnov, 1605 in Mnichovo Hradiště; in den Jahren 1610–1618 wirkte er als Bruderpriester in St. Berber in Kutná Hora. In den Jahren 1618–1623 war er Dekan in Jičín. Als die Kirche den Jesuiten übergeben wurde, gab er sein Amt auf, blieb aber in Jičín. 1628 ging er ins Exil und 1630 ließ er sich in Zittau nieder, wo sein Haus zu einem Zentrum für Exulanten wurde. Er kam während des Sachseneinfalls nach Prag, kehrte aber bald darauf nach Zittau zurück.
Er ist in der Liste der Verbannten von 1640 aufgeführt und leistete 1641 dem Grundbesitzer in Zittau den Treueeid. Am 20. September 1638 starb seine (erste) Frau Marie Rosendörfer. In Zittau wurde er des Calvinismus verdächtigt und wegen seines Buches Conciliatorium biblicum untersucht. Es wurde 1648 in Amsterdam veröffentlicht (erneut 1703 und 1713). Er schrieb das Buch in Breda. Er blieb einige Zeit in Breda in der Hoffnung, eine Anstellung zu finden. Als seine Hoffnungen zu schwinden begannen, widmete er das Buch dem Rat der Stadt Zittau, wo er bleiben wollte. Während der Ermittlungen konnte ihm niemand calvinistische Ideen beweisen. Der Literatur zufolge war er ein ausgezeichneter und prompter Redner. Er war unter den Exulanten sehr beliebt, aber die Stadtkleriker mochten ihn nicht und verdächtigten ihn weiterhin des Calvinismus. Er starb während der Untersuchung am 13. Januar 1652 in Zittau. Eine öffentliche Beerdigung wurde ihm verweigert und er musste abends nach 9 Uhr, vermutlich dort, wo sich heute der Klosterfriedhof befindet, beigesetzt werden. Für seine (zweite) Frau Alžběta Stoltze, die am 13. April 1661 ebenfalls in Zittau starb, wurde ein Grabstein errichtet. Seine Nachkommen leben bis heute in Tschechien und Deutschland.